# 7278 Shtokolov
A 7278 Shtokolov (ideiglenes jelöléssel 1985 UW4) a Naprendszer kisbolygóövében található aszteroida. Ljudmila Vasziljevna Zsuravljova fedezte fel 1985. október 22-én.